# Kraken II
Kraken II es el segundo álbum de estudio del grupo de heavy metal colombiano Kraken. Fue lanzado al mercado el 5 de diciembre de 1989 a través de Codiscos. El primer sencillo del álbum fue «Vestido de cristal» su segundo corte fue «Una vez más» el primero logra rápidamente la aceptación del público en general, de esta manera inició una nueva etapa artística escalando posiciones importantes en las listas de "hits" radiales, mientras que el segundo no contó con una aceptación global inmediata con los años se convertiría en uno de los temas favoritos de sus seguidores..
Por su versatilidad musical y lírica es el disco mejor recibido a nivel internacional de la banda siendo incluido por la revista musical Alborde dentro de Los 250 mejores álbumes de rock iberoamericano a su vez Rock en las Américas la incluyó dentro de su lista de 50 años de rock hispanoamericano en 250 álbumes, con esta producción la banda se consolidó de forma definitiva en la escena logrando una gran cantidad de seguidores. 

## Proceso de grabación
A diferencia de la placa anterior, para la producción de II se logró concretar sesiones de grabación en Midi Mix estudios de Medellín los cuales eran más adecuados y completos para producir Rock, entre los meses de marzo y abril de 1989 se realizaría la grabación de los 8 temas. La invitación de músicos como Jaime Ochoa Lalinde (teclista-arreglista) y Víctor García (productor musical) a ser parte del proceso creativo de este álbum fue fundamental para el cumplimiento de un importante objetivo de la banda, que era proponer un sonido más elaborado y progresivo que con el tiempo sería una marca distintiva en las producciones de Kraken.

## Contenido y estilo
Este álbum marcaría el futuro del grupo en cuanto a estilo, las letras eran mucho más elaboradas y progresivas en comparación con el álbum debut y el sonido también era más contundente la inclusión de teclados que en un inicio inquietó mucho al grupo resultó determinante para darle forma a «Vestido de cristal» primer gran éxito radial de la banda en cuanto a la letra de este años después Elkin Ramírez líder y compositor de la banda manifestaría:

...Es una confrontación personal que expone la inconformidad que sienten aquellos que prefieren vivir su propia verdad que la realidad impuesta como un traje de mentiras y apariencias...

En términos generales Kraken II se realizó enfocado a un público rockero más universal, no obstante, su contenido íntegro esta más dirigido a un sector determinado de sus seguidores.

## Lista de canciones
| N.º | Título                      | Duración |  |
| 1.  | «Los misterios no hablan»   | 04:03    |  |
| 2.  | «Vestido de cristal»        | 04:55    |  |
| 3.  | «Después del final»         | 06:15    |  |
| 4.  | «Al caer las murallas»      | 06:30    |  |
| 5.  | «Camino a la montaña negra» | 05:53    |  |
| 6.  | «Palabras que sangran»      | 04:46    |  |
| 7.  | «Una vez más»               | 05:18    |  |
| 8.  | «Esclavos de las sombras»   | 04:38    |  |

## Músicos
- Elkin Ramírez: Voz líder.
- Hugo Restrepo: Guitarras.
- Jorge Atehortua: Bajo eléctrico.
- Gonzalo "Gonzo" Vásquez: Batería.
- ARTISTAS INVITADOS:
- Jaime Ochoa Lalinde: Músico invitado (Teclados-Arreglos).
- Víctor García: Productor Musical, Ing. de grabación, Músico invitado (Teclados-Secuencias).